# Touraco violet
Tauraco violacea
Espèce
Statut de conservation UICN

 LC  : Préoccupation mineure
Statut CITES
Le Touraco violet (Tauraco violacea) est une espèce d'oiseau de la famille des Musophagidae.

## Particularité
Le Touraco violet est le seul de sa famille à avoir une coloration violette, les autres étant surtout dans les tons verts. Sa coloration lui vient d'une pigmentation (la touracine) qui lui est propre.

## Répartition
Cet oiseau est réparti à travers l'Afrique de l'Ouest et le nord de la République centrafricaine.

## Habitat
Cette espèce peuple les forêts tropicales.

## Comportement
C'est une espèce qui vole finalement peu et qui se déplace le plus souvent en courant sur les branches ou en sautant de l'une à l'autre.

## Galerie

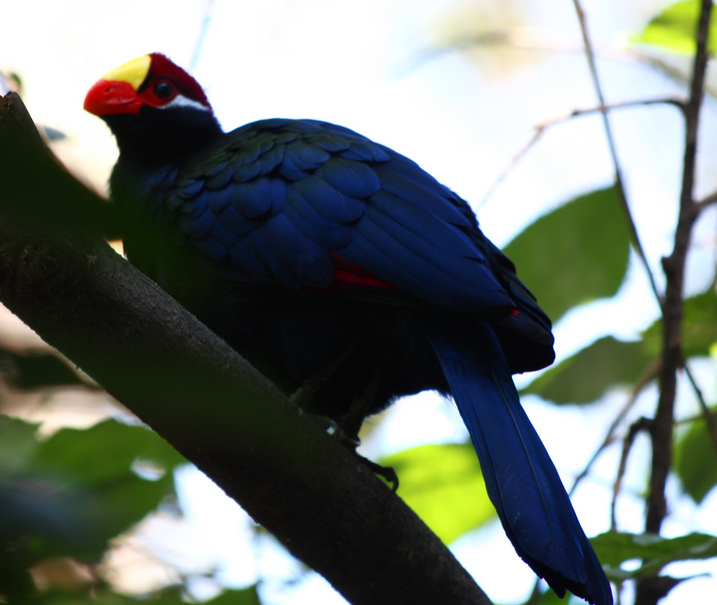
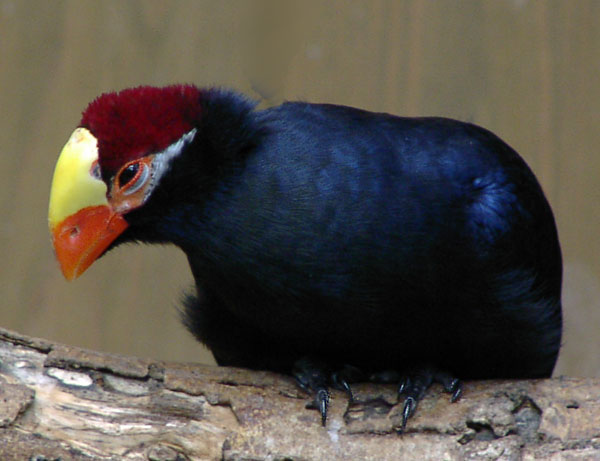